# Адышев, Муса Мирзапаязович
Муса Мирзапаязович Адышев (15 июня 1915, Гульча, Ферганская область — 1 января 1979, Фрунзе) — советский геолог, специалист в области металлогении, региональной геологии, литологии и геохимии. Академик (1961), президент Академии наук Киргизской ССР (1978).

## Биография
Родился 15 июня 1915 года в горном селе Гульча (ныне — центр Алайского района Ошской области).
В 1925—1929 годах (после смерти родителей) воспитывался в интернате города Ош.
В 1935 году окончил Джалал-Абадский педагогический техникум. Работал учителем в средней школе, затем директором.
Учился в Азиатском финансово-экономическом институте в Ташкенте.
В 1938 году начал учиться на геолого-почвенном факультете Среднеазиатского государственного университета имени В. И. Ленина. С 1942 года на фронтах Великой Отечественной войны, воевал с японцами в Маньчжурии. В 1947 году окончил университет, получил специальность геолог.
Направлен на работу в Институт геологии Киргизского филиала Академии наук СССР.
В 1952 году защитил диссертацию, кандидат геолого-минералогических наук.
В 1953—1975 годах — директор Института геологии Академии Наук Киргизской ССР.
В 1957—1979 годах — Член Президиума АН Киргизской ССР.
Доктор геолого-минералогических наук (1969), профессор (1971).
Впервые выделил и обосновал стратиграфическое положение Тянь-Шаньской черносланцевой геологической провинции. Дал новую биогеохимическую классификацию углеродистых формаций, установил палеогеографические и геохимические условия литогенеза и накопления руд, разработал научные основы прогнозирования редкометаллического осадочного оруденения.
Принял участие в развитии Тянь-Шаньской физико-географической станции, осенью 1978 года был на её юбилейной конференции.
Скоропостижно скончался 1 января 1979 года во Фрунзе.

## Семья
Был женат на Тенти Адышевой, народной поэтессе Киргизской ССР, сын - Джанибек (р. 1955 г.), профессор департамента Медицины университета Чикаго.

## Членство в организациях
- 1948 — КПСС.
- 1954 — член-корреспондент АН Киргизской ССР, академик (30 июня 1961), вице-президент (1974), президент Академии наук Киргизской ССР (ноябрь 1978)[5]

В 1975—1979 годах — депутат Верховного совета Киргизской ССР (9 созыв).

### Избранные труды
- Состояние и задачи геологических исследований в Киргизии // Первая научная сессия Академии наук Кирг. ССР. — Фрунзе, 1955.
- О стратиграфическом положении ванадиеносной углисто-кремнисто-сланцевой формации Тянь-Шаня // Докл. АН СССР. — 1964. — Т. 156, № 3.
- Распределение молибдена в кембро-ордовикских отложениях Сары-Джазской структурно-фациальной подзоны Тянь-Шаня // Геохимия. — 1966. — № 12.
- Углисто-кремнисто-сланцевой формация нижнего палеозоя Срединного Тянь-Шаня и связанное с ней молибден-ванадиевое оруднение (в соавторстве) // Основные проблемы металлогении Тянь-Шаня. — Фрунзе: Илим, 1969.
- Металлогения метаморфических и осадочных толщ Тянь-Шаня // Закономерности размещения полезных ископаемых. — М., 1970. — Вып. 9.

В 1982 году вышли Избранные труды М. М. Адышева.

## Награды и звания
- Орден Октябрьской Революции
- Орден Трудового Красного Знамени
- 1945 — Медаль «За боевые заслуги»
- 1945 — Медаль «За победу над Японией»
- 2001 — Почётная золотая медаль Президента Кыргызской Республики «За выдающиеся научные достижения в XX столетии» (посмертно)[6]
- Заслуженный деятель науки Киргизской ССР.

## Память
Его именем названы:
- Институт геологии имени М. М. Адышева НАН РК (бывший Геологический институт АН Киргизской ССР).
- Ошский технологический университет имени академика М. Адышева (ОшТУ), в 2004 году.
- Школа в Гульче.
- Улицы в Бишкеке и Гульча.
- Хребет и пик в горах Тянь-Шань.